# Virgilijus Šironas
Virgilijus Šironas (* 8. November 1958 in Švenčionėliai, Litauische SSR) ist ein litauischer Politiker.

## Leben
Nach dem Abitur 1976 an der  21. Mittelschule Vilnius absolvierte er 1981 mit Auszeichnung das Studium an der Fakultät für Mechaniktechnologie am Vilniaus inžinerinis statybos institutas.
Ab 1983 arbeitete in Molėtai, von 1987 bis 1988 in Anykščiai, von 1988 bis 1992 Lehrer in Ambraziškės, ab 1989 Landbauer, von 1995 bis 1997 Bürgermeister der Rajongemeinde Molėtai. 